# Franz Hadriga
Franz Hadriga (* 6. Juni 1891 in Poysdorf, Niederösterreich; † 7. Mai 1959 ebenda) war ein österreichischer Politiker (ÖVP).

## Leben
Nach Besuch der Volksschule im Poysdorfer Stadtteil Poysbrunn und einer landwirtschaftlichen Fortbildungsschule arbeitete Franz Hadriga zunächst als Landwirt. Seine politische Karriere begann 1924, als er in den Gemeinderat von Poysbrunn einzog, damals noch eine eigenständige Gemeinde, nun eine Katastralgemeinde von Poysdorf. Er war bis 1938 Gemeinderatsmitglied. Er war unter anderem Obmann der Bezirksbauernkammer Poysdorf sowie nach dem Zweiten Weltkrieg Mitglied im Bezirksparteivorstand der ÖVP für den Bezirk Mistelbach. 1945 wurde Hadriga zum Bürgermeister von Poysbrunn gewählt, ein Amt, welches er bis 1954 bekleidete. Von November 1949 bis November 1954 war er zudem Mitglied des Bundesrats in Wien.
Franz Hadriga war mit Rosa Hadriga, geb. Wagner, verheiratet und hatte zwei Söhne. Sein Sohn Franz Hadriga (1916–2006) war später Direktor des Radetzky-Gymnasiums in Wien. 